# تونیا باتلر
تونیا باتلر (انگلیسی: Tonya Butler؛ زادهٔ ca. 1980) بازیکن فوتبال اهل ایالات متحده آمریکا است.